# 모리타카 아이
모리타카 아이(일본어: 森高 愛, 1998년 1월 14일 ~ )는 일본의 모델, 배우이다. 소속사는 텐캐럿이다.

## 생애
사이타마현 출신으로 10대 시절부터 모델로 활동했다. 2011년에는 10대 패션 잡지 《러브 베리》의 전속 모델로 활동했고 2012년에는 10대 패션 잡지 《피치 레몬》의 전속 모델로 활동했다. 2012년에 방송된 TBS 드라마 《비기너즈!》에서 시무라 마나츠 역할을 맡으면서 베우로 데뷔했다.
2013년에 방송된 NHK 드라마 《격류 -저를 기억하시나요?-》에서 중학생 시절에 미스미 케이코 역할을 맡았고 2014년에 TV 아사히 계열에서 방송된 슈퍼 전대 시리즈 작품인 《열차전대 토큐저》에서 카구라(토큐 5호) 역할을 맡았다. 2015년에 개봉된 영화 《내 이야기!!》에서 조연을 맡았고 2019년에 TV 아사히 계열에서 방송된 슈퍼 전대 시리즈 작품인 《4주 연속 스페셜 슈퍼 전대 최강 배틀》에서도 카구라 역할을 맡았다.